# Anomala waterstraati
Anomala waterstraati är en skalbaggsart som beskrevs av Ohaus 1916. Anomala waterstraati ingår i släktet Anomala och familjen Rutelidae. Inga underarter finns listade i Catalogue of Life.